# Szithonía-félsziget
Koordináták: é. sz. 40° 13′, k. h. 23° 42′40.216667°N 23.700000°E
A Szithonía (görög írással Σιθωνία) a görögországi Halkidikí-félsziget középső félszigete a három déli nyúlvány közül az Égei-tengerben. Nyugat felől a Kasszandra, keletről az Athosz-félsziget fogja közre. Középső részén durva, tagolatlan  hegyvidék található. A partvidéken halászfalvak, kikötők vannak erdőkkel körülölelve.
Közigazgatásilag két község (görögül dimosz), Szithonía és Toroni található rajta.
Az elmúlt évtizedekben a turizmus vált a helyiek fő bevételi forrásává. Apartmanok, szállodák épültek főleg a tengerpart közelében. Többek között itt található a Halkidikí egyetlen 18 golfpályával rendelkező luxuslétesítménye is.
A Szithonía-félsziget magyarok által leglátogatottabb városa Szárti. 